# Oberhusen

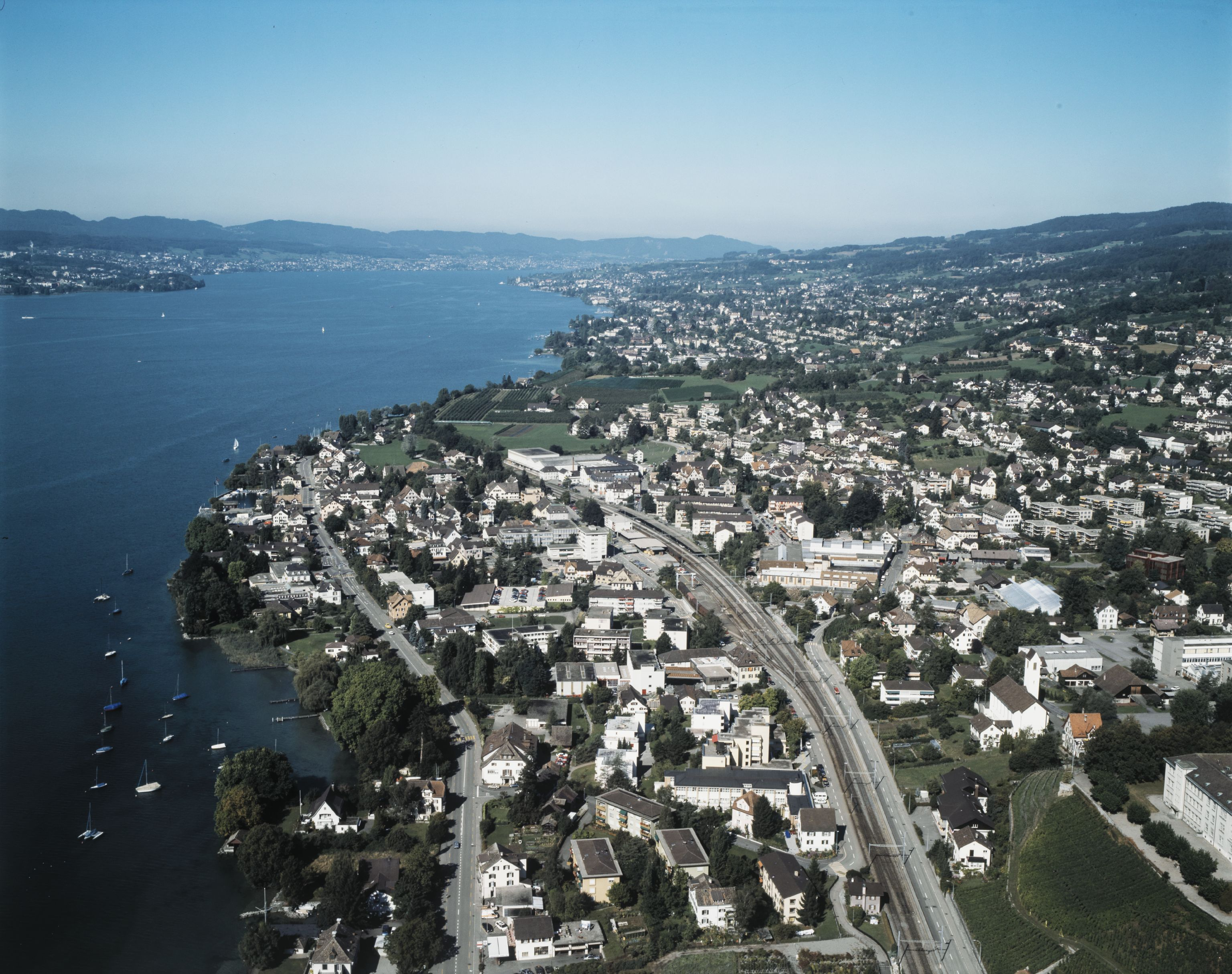
Oberhusen, Stäfa

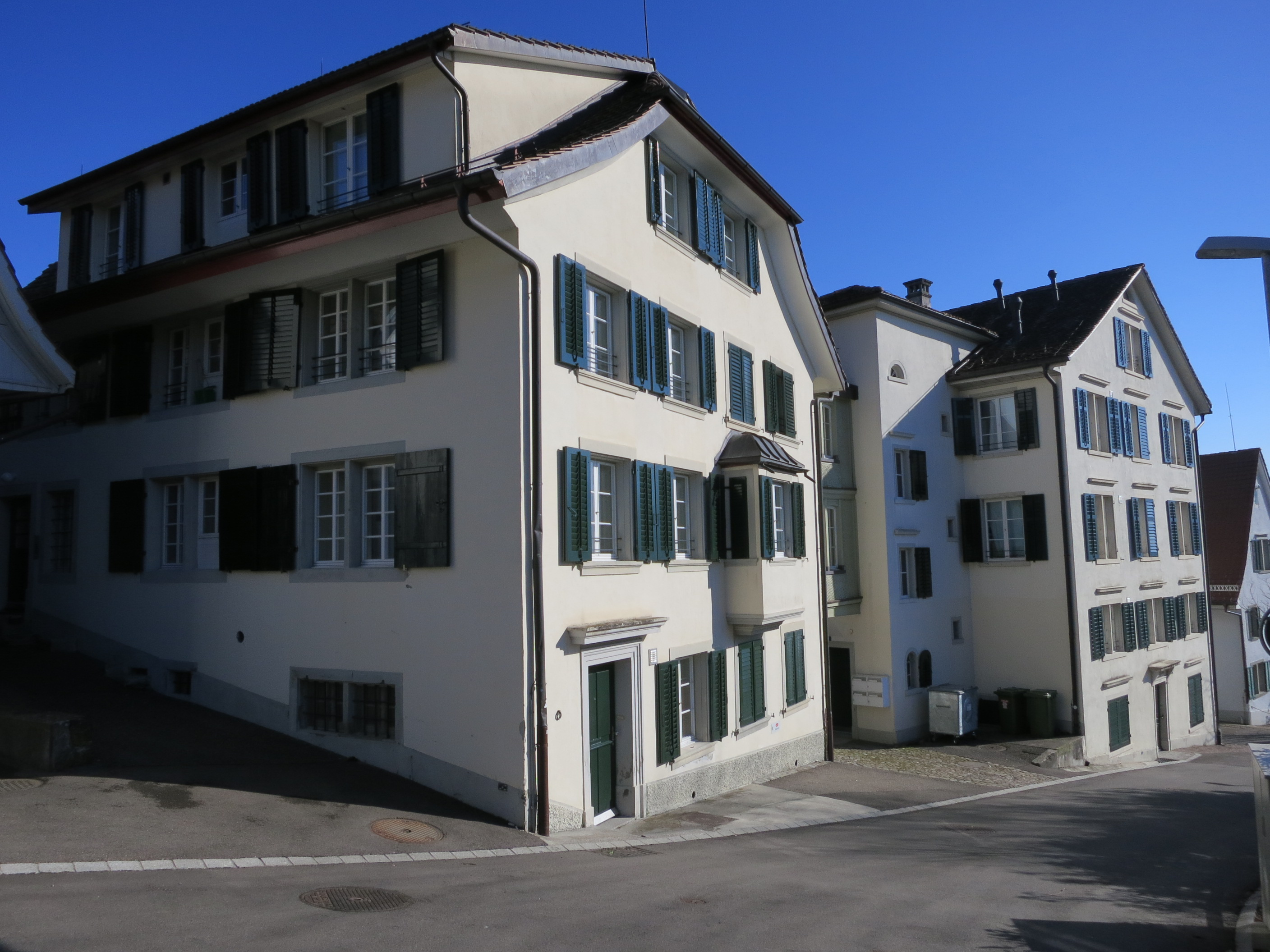
Ferggerhaus Häldeli an der Oberhausenstrasse

Oberhusen ist ein Ortsteil der Gemeinde Stäfa im Kanton Zürich. Er besteht grösstenteils aus Wohnsiedlungen, Richtung Ortszentrum stehen jedoch vermehrt Infrastrukturen. Oberhusen erstreckt sich nördlich vom Bahngleis bis Rain und Grundhalden sowie vom westlichen Siedlungsrand bis Dorf.

## Geographie
Oberhausen ist der östlichste Teil Stäfas vor dem Lattenberg, der durch den Linthgletscher entstanden ist. An dessen Fuss liegt der Weiler Mutzmalen.

## Geschichte

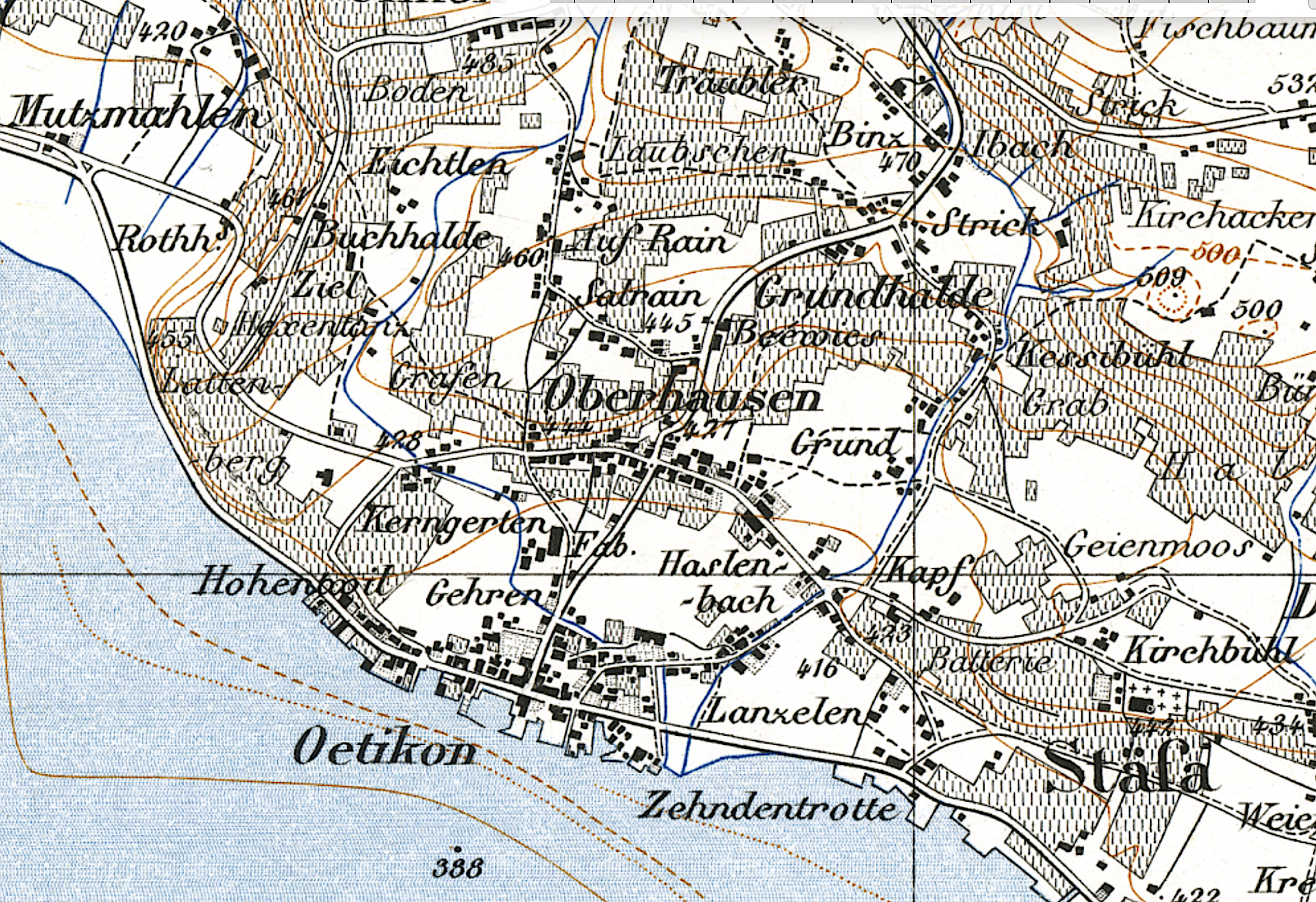
Oberhusen um 1860

Oberhusen war für Jahrhunderte ein Dorf. Bereits in der Römerzeit führte die Römerstrasse von Zürich (Turicum) nach Kempraten bzw. Centum Prata durch den Ort. Im baulichen Aufschwung des 20. Jahrhunderts wurde das traditionelle Siedlungsbild verwischt und gemeinsam mit umliegenden Dörfern wie Ötikon, Ülikon, Dorf und Ürikon bildet Oberhusen nun Stäfa. Die ehemaligen Dorfnamen werden bloss noch als Quartiernamen benutzt.

### Detailhandel
Bis ins 20. Jahrhundert gab es in Stäfa Dutzende von Einkaufmöglichkeiten wie Bäcker, Metzger und kleine Läden. Viele davon sind verschwunden und der Detailhandel konzentrierte sich auf das Stäfner Dorfzentrum, wo sich unter anderem Migros und Coop befinden.

## Verkehr
Im Süden trennen die Gleise der Rechtsufrigen Zürichseebahn und der Bahnhof Stäfa die Dorfteile Oberhusen und Ötikon am See. Auf dieser Strecke fahren die S7, NS7 und S20. In unmittelbarer Nähe liegen mehrere Bushaltestellen der Buslinien nach Oetwil am See und Hombrechtikon, weitere gibt es am Bahnhof. Die Bergstrasse schlängelt sich von Oberhusen über das Mülihölzli nach Oetwil am See.